# Ricardo Molina
Ricardo Antonio de San Francisco de Sales Molina Tenor (Puente Genil, Córdoba, 28 de diciembre de 1916-Córdoba, 23 de enero de 1968) fue un poeta español, miembro del grupo de la revista Cántico. También debemos citar su verdadero interés por el cante flamenco y la profundidad de su conocimiento en este ámbito, en el que investigó utilizando el pseudónimo Eugenio Solís. En 1952 fue nombrado socio honorario del Ateneo Popular de Almodóvar del Río, el tercero más antiguo de Andalucía.

## Biografía
Nació en Puente Genil en 1916. En 1925 se traslada con sus padres y sus tres hermanos a Córdoba, donde cursó estudios de bachillerato (1928-1934). Después estuvo en la Facultad de Filosofía y Letras de la Universidad de Sevilla, pero tuvo que interrumpir la carrera a causa de la guerra civil española. En 1936 se alista como voluntario en el ejército nacional, aunque sus convicciones políticas no parecen haber sido muy firmes. Permanece en campaña durante dos años. En 1940, terminada la guerra, obtiene finalmente la licenciatura en Filosofía y Letras, en la especialidad de Geografía e Historia. Trabajó como profesor en varios centros educativos, aunque sin obtener plaza de funcionario público hasta 1966, dos años antes de su muerte.
Hacia 1943 comienza a frecuentar la compañía de otros poetas, como Juan Bernier, Pablo García Baena, Mario López, con quienes fundará la revista Cántico, aparecida en octubre de 1947. La primera etapa de la revista tendrá sólo ocho números, correspondiendo el último a diciembre de 1948 y enero de 1949; la segunda se dio entre 1954 y 1957. Era homosexual, al igual que otros miembros del grupo, y como ellos, se inspiró en el paganismo y compuso obras de exaltación del cuerpo y el deseo, «porque mayor que el amor es el deseo de amor / y mayor que la vida es el deseo de vivir», como expresa en su Elegía de Medina Azahara. En palabras de Luis Antonio de Villena, eran 

Tiempos poco favorables para un creador que hubo de celar —no siempre con éxito— su condición homosexual, recatando una poesía que (como otras de Cántico) se nutrió hondamente de los alimentos terrenales de lo pagano. El mejor Molina es -a lo largo de toda su obra- ese poeta del júbilo del amor y la sensualidad, tocado de melancolía temporalista y de algunos toques de religiosidad verídica cuanto necesariamente heterodoxa.
Luis Antonio de Villena en El País 

Dentro ya de sus incursiones en el universo del cante jondo, conocería al cantaor Antonio Mairena, con el que trabaría gran amistad, emprendiendo en común diversos proyectos, tales como el Primer Concurso Nacional de Cante Jondo en Córdoba en el año 1956, o el ensayo Misterios del arte flamenco, en 1967. Su labor investigadora junto a Mairena obtuvo un gran reconocimiento en este ámbito.
La dirección de la revista Cántico le llevó a cruzar un cuantioso epistolario con miembros de la Generación del 27, especialmente con Vicente Aleixandre, que ha recopilado y publicado en 2015 Olga Rendón en dos tomos. Su Obra poética completa se publicó dos veces (Córdoba, 1982 y Madrid, 2007), en este último caso con algunos textos más y algunas variantes.

## Homenajes
La Biblioteca de su localidad natal lleva su nombre y la plaza que hay al lado está llamada Plaza del grupo Cántico. Cada uno de los árboles que hay en ella lleva el nombre de los integrantes de la revista Cántico.

## Obras
- Obra poética completa, al cuidado de Pablo García Baena, Rafael León, María Victoria Atencia y Bernabé Fernández-Canivell, Córdoba: Diputación Provincial, 1982, 2 vols.
- Obra poética completa, ed. de José María de la Torre, Madrid: Visor, 2007, 2 vols.

### Poesía
- 1945 - El río de los ángeles
- 1948 - Elegías de Sandua
- 1948 - Tres poemas
- 1949 - Corimbo
- 1957 - Elegía de Medina Azahara
- 1966 - La casa
- 1967 - A la luz de cada día
- 1975 - Dos libros inéditos (Regalo de amante, Cancionero)

### Prosa (obras destacadas)
- 1963 - Mundo y formas del cante flamenco (coautor Antonio Mairena)
- 1967 - Misterios del arte flamenco (ensayo de una investigación antropológica)
- 1971 - Función social de la poesía
- 1990 - Diario (1937-1946)